# Anguilcourt-le-Sart
Anguilcourt-le-Sart es una comuna francesa, situada en el departamento de Aisne, de la región de Alta Francia.

## Demografía
| 346 | 343 | 295 | 299 | 278 | 268 | 279 | 310 |
| Para los censos de 1962 a 1999 la población legal corresponde a la población sin duplicidades (Fuente: INSEE [Consultar]) |     |     |     |     |     |     |     |